# Jamie-Lee Kriewitz

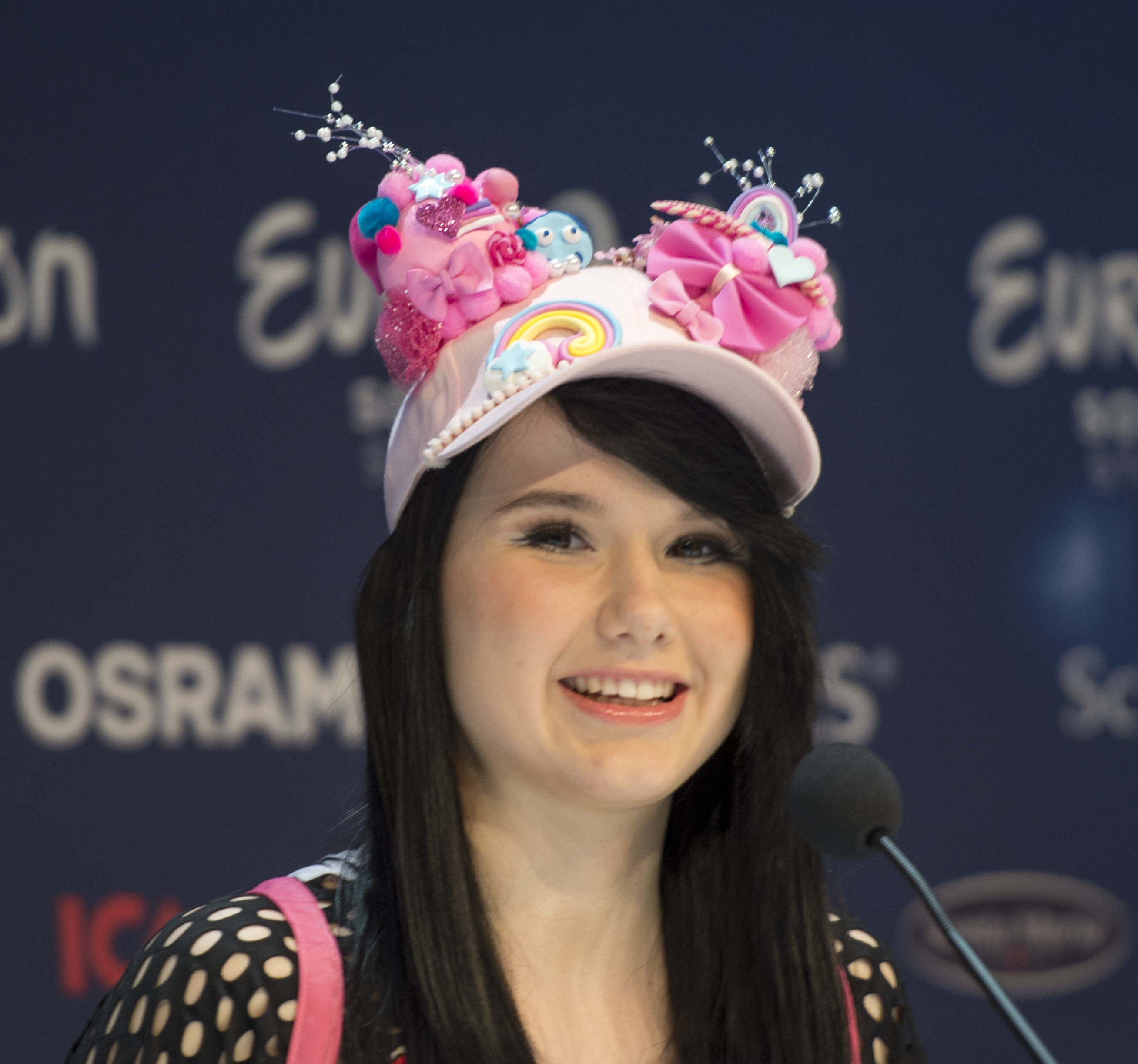
Jamie-Lee Kriewitz maj 2016

Jamie-Lee Kriewitz, född 1998, är en tysk sångare som är känd för sina kläder i manga eller visual kei stilen.
Kriewitz deltog 2015 i tävlingen The Voice of Germany och var den första personen som vann evenemanget innan hon hade fylld 18 år. Under våren 2016 vann hon den tyska uttagningen för Eurovision Song Contest 2016. Hon deltog i Eurovision finalen 2016 i Stockholm med sången "Ghost" där bidraget slutade på en sista plats med 11 poäng.